# 西雅圖港

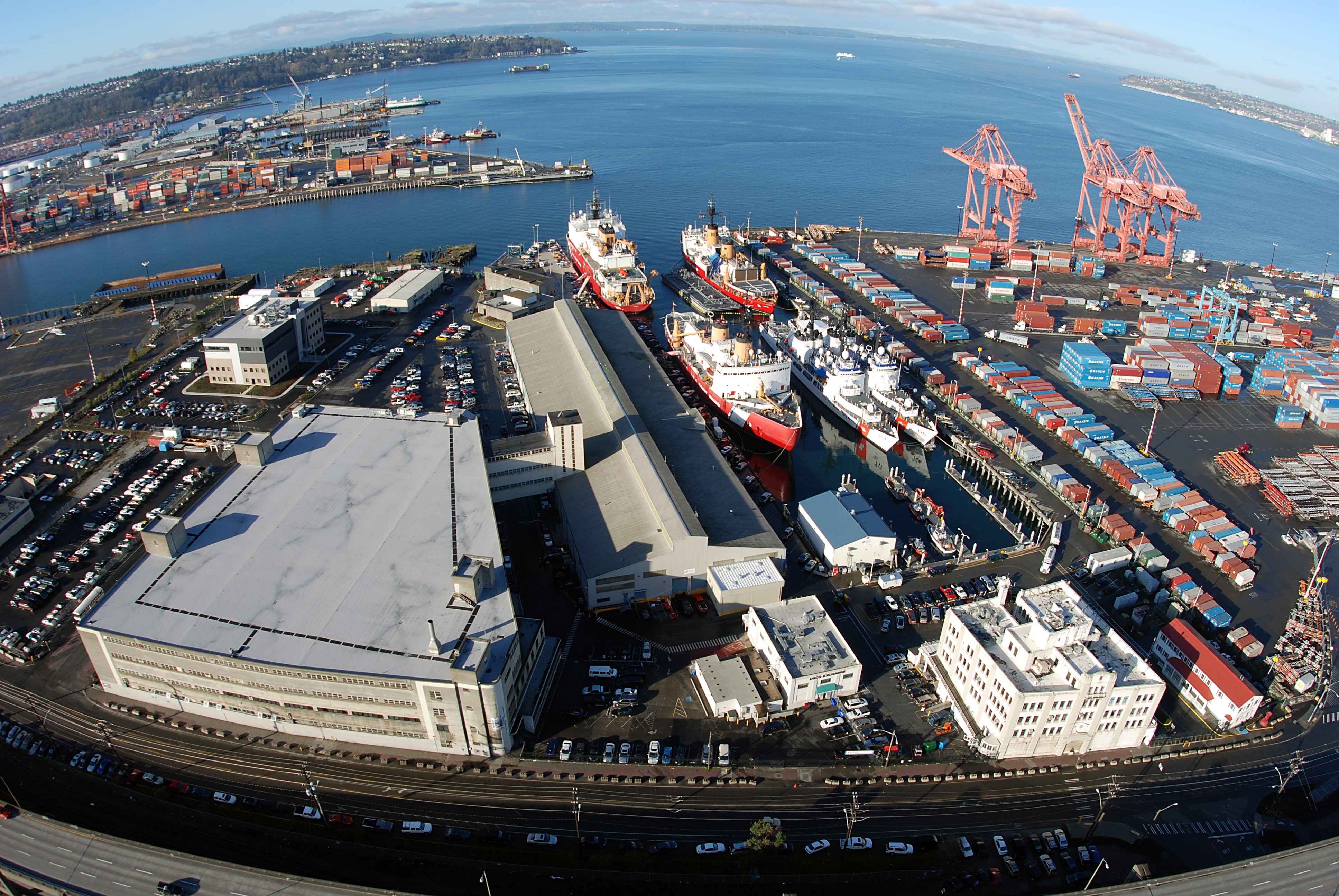
西雅圖港

西雅圖港（英語：Port of Seattle）是管理美国华盛顿州西雅图港口和机场的政府机构。西雅圖港成立於1911年。2011年，有3280萬乘客利用西雅图-塔科马国际机场。西雅圖海港則處理超過200萬TEU的貨櫃，是北美第14大、世界第57大港口。2011年，有超過885,000人郵輪乘客到訪西雅圖港。西雅圖港也為華盛頓州帶來194,000個工作崗位。

## 外部連結
- 官方网站

 维基共享资源上的相關多媒體資源：西雅圖港
47°36′50″N 122°21′15″W / 47.61388889°N 122.35416667°W